# Бабине Куће
Бабине Куће (итал. Porto Fontana) je заселак у општини Мљет у Дубровачко-неретванској жупанији, Хрватска на острву Мљету.

## Географски положај
Мало насеље Бабине Куће смештено уз саму обалу Великог језера. Бабине се Куће до 2006. године нису сматрале самосталним насељем, већ засеоком насеља Говеђари од којих су удаљене 400 метара.

## Историја
Бабине Куће се уврштавају међу најмлађа насеља на западном делу острва. Раније су на месту данашњих Бабиних Кућа била складишта за мреже и барке становништва насеља Говеђари, јер су Бабине Куће смештене уз море, а Говеђари су једино место које није на морској обали у западном делу острва. Стална насељеност самог насеља започиње средином 19. века када се у то подручје прва досељава породица Николе Војводе из Осојника, који је оженио кћерку Ивана Чумбелића из Бабиног Поља.

## Привреда
Бабине Куће имају све предиспозиције за добар привредни развој и локално становништво то искорићава на најбољи могући начин. Место се налази у непосредној близини врло плодног поља Помјенте па су се становници пре доста бавили пољопривредом, највише гајењем винове лозе, а исто тако, с обзиром да се налазе на обали Великог језера, становништво је базирало своју привреду и на рибарство. Прилагођавајући се туризму, као најисплативијој данашњој грани привреде, становници се мање баве пољопривредом и рибарством, а више туризмом. Због положаја на обали Великог језера и директног погледа на острвце св. Марије, Бабине Куће спадају у ред најпосјећенијих места на острву.

## Становништво
Тачан број становника Бабиних Кућа се не може с тачношћу утврдити јер се број становника Бабиних Кућа, као бившег засока места Говеђари, још увек приписује броју становника Говеђара. Сматра се да у Бабиним Кућама стално живи 30-ак становника.